# 북위 24도
북위 24도는 적도로부터 북쪽으로 24도 떨어진 위선이다. 아프리카, 아시아, 인도양, 태평양, 북아메리카, 카리브해, 대서양을 지난다. 북위 24도선은 북회귀선으로부터 60km 북쪽에 위치한다.  
이 위도에서의 일조시간은 하지일 때 13시간 37분, 동지일 때 10시간 39분이다.

## 지나가는 지역
북위 24도선은 본초 자오선에서 동쪽 방향으로 다음 지역들을 지나간다.
| 좌표                                                    | 국가·지역·해역                                                                 | 비고 |
| ------------------------------------------------------- | ------------------------------------------------------------------------------ | --- |
| 북위 24° 0′ 동경 0° 0′  / 북위 24.000° 동경 0.000°      | 알제리                                                                         | |
| 북위 24° 0′ 동경 11° 42′  / 북위 24.000° 동경 11.700°   | [[파일:{{{국기그림-과도정부}}}\|22x20px\|border \|리비아\|링크=리비아]] 리비아 | |
| 북위 24° 0′ 동경 25° 0′  / 북위 24.000° 동경 25.000°    | 이집트                                                                         | |
| 북위 24° 0′ 동경 35° 42′  / 북위 24.000° 동경 35.700°   | 홍해                                                                           | |
| 북위 24° 0′ 동경 38° 9′  / 북위 24.000° 동경 38.150°    | 사우디아라비아                                                                 | 메디나주 - 얀부 리야드주 동부주                                                                             |
| 북위 24° 0′ 동경 51° 41′  / 북위 24.000° 동경 51.683°   | 아랍에미리트                                                                   | 아부다비 - 약 13km                                                                                          |
| 북위 24° 0′ 동경 51° 49′  / 북위 24.000° 동경 51.817°   | 페르시아만                                                                     | |
| 북위 24° 0′ 동경 52° 19′  / 북위 24.000° 동경 52.317°   | 아랍에미리트                                                                   | 아부다비 |
| 북위 24° 0′ 동경 55° 35′  / 북위 24.000° 동경 55.583°   | 오만                                                                           | |
| 북위 24° 0′ 동경 57° 6′  / 북위 24.000° 동경 57.100°    | 인도양                                                                         | 아라비아해                                                                                                  |
| 북위 24° 0′ 동경 67° 24′  / 북위 24.000° 동경 67.400°   | 파키스탄                                                                       | 신드주 |
| 북위 24° 0′ 동경 68° 45′  / 북위 24.000° 동경 68.750°   | 인도                                                                           | 구자라트주 - 약 8km 라자스탄주 - 약 12km 마디아프라데시주 우타르프라데시주 차티스가르주 자르칸드주 서벵골주 |
| 북위 24° 0′ 동경 88° 44′  / 북위 24.000° 동경 88.733°   | 방글라데시                                                                     | 약 1km |
| 북위 24° 0′ 동경 88° 45′  / 북위 24.000° 동경 88.750°   | 인도                                                                           | 서벵골주 - 약 2km                                                                                           |
| 북위 24° 0′ 동경 88° 46′  / 북위 24.000° 동경 88.767°   | 방글라데시                                                                     | |
| 북위 24° 0′ 동경 91° 22′  / 북위 24.000° 동경 91.367°   | 인도                                                                           | 트리푸라주 미조람주                                                                                         |
| 북위 24° 0′ 동경 93° 20′  / 북위 24.000° 동경 93.333°   | 미얀마                                                                         | 약 14km |
| 북위 24° 0′ 동경 93° 28′  / 북위 24.000° 동경 93.467°   | 인도                                                                           | 마니푸르주 - 약 15km                                                                                        |
| 북위 24° 0′ 동경 93° 37′  / 북위 24.000° 동경 93.617°   | 미얀마                                                                         | 약 16km |
| 북위 24° 0′ 동경 93° 46′  / 북위 24.000° 동경 93.767°   | 인도                                                                           | 마니푸르주                                                                                                  |
| 북위 24° 0′ 동경 94° 13′  / 북위 24.000° 동경 94.217°   | 미얀마                                                                         | |
| 북위 24° 0′ 동경 97° 36′  / 북위 24.000° 동경 97.600°   | 중화인민공화국                                                                 | 윈난성 - 약 28km                                                                                            |
| 북위 24° 0′ 동경 97° 53′  / 북위 24.000° 동경 97.883°   | 미얀마                                                                         | |
| 북위 24° 0′ 동경 98° 46′  / 북위 24.000° 동경 98.767°   | 중화인민공화국                                                                 | 윈난성 광시성 광둥성 푸젠성                                                                                 |
| 북위 24° 0′ 동경 117° 48′  / 북위 24.000° 동경 117.800° | 남중국해                                                                       | 타이완 해협                                                                                                 |
| 북위 24° 0′ 동경 120° 21′  / 북위 24.000° 동경 120.350° | 중화민국                                                                       | 타이완섬 |
| 북위 24° 0′ 동경 121° 38′  / 북위 24.000° 동경 121.633° | 태평양                                                                         | 일본 하테루마섬 남쪽 통과 일본 미나미이오섬 남쪽 통과 미국 하와이주 턴섬 북쪽 통과                          |
| 북위 24° 0′ 서경 110° 55′  / 북위 24.000° 서경 110.917° | 멕시코                                                                         | 바하칼리포르니아반도                                                                                        |
| 북위 24° 0′ 서경 109° 49′  / 북위 24.000° 서경 109.817° | 칼리포르니아만                                                                 | |
| 북위 24° 0′ 서경 107° 4′  / 북위 24.000° 서경 107.067°  | 멕시코                                                                         | |
| 북위 24° 0′ 서경 97° 44′  / 북위 24.000° 서경 97.733°   | 멕시코만                                                                       | |
| 북위 24° 0′ 서경 80° 21′  / 북위 24.000° 서경 80.350°   | 바하마                                                                         | Cay Sal Bank 환초                                                                                           |
| 북위 24° 0′ 서경 79° 50′  / 북위 24.000° 서경 79.833°   | 대서양                                                                         | |
| 북위 24° 0′ 서경 77° 50′  / 북위 24.000° 서경 77.833°   | 바하마                                                                         | 안드로스섬                                                                                                  |
| 북위 24° 0′ 서경 77° 32′  / 북위 24.000° 서경 77.533°   | 대서양                                                                         | |
| 북위 24° 0′ 서경 76° 20′  / 북위 24.000° 서경 76.333°   | 바하마                                                                         | 엑수마 |
| 북위 24° 0′ 서경 76° 19′  / 북위 24.000° 서경 76.317°   | 대서양                                                                         | 바하마 캣섬 남쪽 통과 바하마 컨셉션 섬 북쪽 통과                                                            |
| 북위 24° 0′ 서경 74° 32′  / 북위 24.000° 서경 74.533°   | 바하마                                                                         | 산살바도르섬                                                                                                |
| 북위 24° 0′ 서경 74° 27′  / 북위 24.000° 서경 74.450°   | 대서양                                                                         | |
| 북위 24° 0′ 서경 15° 40′  / 북위 24.000° 서경 15.667°   | 서사하라                                                                       | 모로코가 영유권을 주장                                                                                      |
| 북위 24° 0′ 서경 12° 0′  / 북위 24.000° 서경 12.000°    | 모리타니                                                                       | |
| 북위 24° 0′ 서경 6° 27′  / 북위 24.000° 서경 6.450°     | 말리                                                                           | |
| 북위 24° 0′ 서경 3° 15′  / 북위 24.000° 서경 3.250°     | 알제리                                                                         | |

## 같이 보기
- 북위 23도
- 북회귀선
- 북위 25도